# 天元突破グレンラガンの登場人物
天元突破グレンラガンの登場人物（てんげんとっぱグレンラガンのとうじょうじんぶつ）では、アニメ作品『天元突破グレンラガン』に登場する架空の人物について記述する。
注＝登場人物たちのセカンドネームは第3部開始時（新政府発足時）に付けられた物であり、第1部・第2部では存在しない。

## 主要人物
シモン（Simon）
声 - 柿原徹也（20年後のシモン - 菅生隆之）
本作の主人公。地下世界にある集落・ジーハ村で育った少年で、物語の中核を担う小型ガンメン「ラガン」のパイロット。14歳（第3部以降では21歳）。
気弱で引っ込み思案な性格だが、冷静に状況を見据える判断力を持つ。極めて強力な螺旋力の持ち主で、緑色の優しく力強い光が彼のそれを象徴している。カミナをして、「あいつの背中に笑われねえ漢になる」と言わしめた、強い意志の持ち主。
両親は7歳の時に地震による崩落で死亡。その地震の原因は獣人達のガンメンだと後に判明し、気弱であった彼がラガンで戦う動機となった。
1部と2部では、村の拡張作業に使用していたハンドドリルをずっと愛用・所持し続けていた。致命的な味覚音痴かつ非常に強力な消化器の持ち主であり、常人では寝込むほどのニアの手料理を美味しく食べる（後述）事の出来る唯一の人間。
彼だけが他のキャラクターと違い苗字を持たないのは、苗字を決めることが「面倒くさい」ためである（小説版では名字制度による人口調整管理を嫌っていたため）。他のキャラクターの法則に習うなら「シモン・ジーハ」という事になる。
第1部
ジーハ村の拡張横穴掘りの仕事を手伝いつつ、地中に埋まっている珍しい物を探すのを生き甲斐にしており、確かな穴掘りの腕と職人気質な性格は村長からも一目置かれていたが同世代の者達からは理解されず、「穴掘りシモン」の蔑称で呼ばれていた。その後、いつものように珍しい物を求めて穴掘りをしていた最中に小さなドリル型のキーアイテム・コアドリルを発見し、ラガンも掘り当て地上へ出ると、カミナを慕ってグレン団の一員となり、当時は仲間のヨーコの事が異性として気になる様子を覗かせていた。その後はダイガンザン強奪作戦当日にカミナとヨーコの逢瀬を見て精神不安定状態に陥り、作戦の遂行に支障を来たしてしまう。その事が原因でカミナが重傷を負ってしまったショックから一時は戦意を喪失するも、怪我を押して駆けつけたカミナの鉄拳で再起を果たし、最終的に作戦を成功させたが、戦いの末にカミナの死を目の当たりにし、心に暗い影を落としてしまう。
第2部
カミナの死から立ち直る事が出来ず、不安定な精神状態で戦いを繰り広げていたがその無謀で自分勝手な戦い方が大グレン団の反発を生み、ラガンからも拒絶されてしまう。そのため、メンバーからは一時見放されもしたがニアの助言とグアームとの戦いを経て、カミナの最期の言葉の意味に気付いて「自分は自分である」と結論し、立ち直る。その後はメンバーから認められ、キタンから大グレン団のリーダーの座を譲り受けた。また、ヨーコとの微妙な距離感も解消し、彼女と対等な信頼関係を築く（彼女に失恋した事も己の中で整理が付き、戦いの中で、恋愛対象はやがてニアへと移っていった）と共に大グレン団のリーダー、グレンラガンのパイロットとして獣人達との戦いにおいて中核となり続け、遂には地上世界を支配していた螺旋王ロージェノムを打ち倒す。
第3部
数々の功績を讃えられ、新政府総司令官に就任、大グレン団が王都テッペリンの跡地にて築き上げた街・カミナシティを治めるようになり、本来の冷静な思考と温和な少年らしい性格、いざという時には熱くなって戦う精悍な青年として成長した。その後、政治の仕事に悪戦苦闘する毎日を送り、なかなかニアとの2人だけの時間が作れなかったが意を決してニアにプロポーズをし、それを誤解して受け取ったニアから一旦断られるが後に自分の真意に気づいた彼女からOKの電話をもらう。しかし、その直後にニアがアンチ＝スパイラルのメッセンジャーとなり、カミナシティはムガンの襲撃を受けつつも退けたものの、ロシウによる暴徒と化した市民を止める目的のクーデターに遭い、拘束されて総司令官の座から引き摺り降ろされた挙句、「超弩級戦犯」として死刑判決を受け、執行までの間にリンカーネ刑務所に収監、そこでヴィラルと再会する。その後、自分の運命を黙って受け入れていたがヴィラルとの喧嘩と懲罰房の中で自分自身を見つめなおした結果、自分の成すべき事を悟る。アークグレン発進後はヨーコら大グレン団のメンバーに助けられ、ヴィラルと共にグレンラガンに乗り込み、カテドラル・テラの制御を回復させ、その際に心の叫びでニアの自我を取り戻す事に成功するがニアはアンチ＝スパイラル本星に召還される事なり、「必ず救いに行く」と約束をした。カテドラル・テラを超銀河ダイグレンへと改名後は愛する女を救うために仲間達と共にアンチ＝スパイラルの本拠地へと乗り込む。
第4部
アンチ＝スパイラル戦において、超銀河ダイグレンを超銀河グレンラガンへと変形させるためにヴィラルと共に超螺旋エンジン内で螺旋力を蓄積させるために待機していた。その後、多くの仲間が散る様を耐えて見届け、螺旋力が覚醒したブータのサポートもあり、遂に超銀河グレンラガンの変形を成功させるが直後に多元宇宙迷宮に囚われ、現れた本物のカミナの導きの元でニアへと辿り着き、自らを「天（宇宙）を創るドリル」として見出し、仲間と共にアンチ＝スパイラルとの最後の戦いに勝利した。結婚式で愛を告げたニアとの永訣後は亡くなった人間を螺旋力で蘇らせる事を良しとはせず、コアドリルを後に続く者であるギミーに託し、ニアの指輪を携えて「穴掘りシモン」として立ち去った。その後はブータと共に穴を掘り続けながら新しい世界をさすらい続けており、螺旋を宿した目で次の世代を見守っている。
小説版
ムガン出現時、自分が上に居ても政府は機能しないという事を痛感しており、それがロシウに後を託した理由とされている。コアドリルをロシウに渡してブータとともに立ち去り、その後、カミナシティで彼を見た者は居なかったとされる。20年後、岩と砂とに挟まれ水道はおろか井戸すらなく、地下に大きな岩盤があって水脈が掘りきれなかったヤコウの村に井戸掘りとして現れ、金を取らず二週間ほどで岩盤を掘りぬき、村の少年ボキーと共に天の光を見上げる。
グレパラ
ギミーによって浣腸されるなど散々な目にあっている。
カミナ（Kamina）
声 - 小西克幸
ジーハ村出身の少年で、カリスマ性が高い人情派の熱血漢。17歳。「グレン」のパイロットで、大グレン団の初代リーダー。
物事は全て「気合い」で片付くと信じている精神論者である。主に第1部に登場し、未成熟さを強調して描かれる第1部のシモンに代わり、物語の進行を行う狂言廻しの役割を担う。番組宣伝やグッズのCMなど、番組関連CMのナレーションも一手に担っている。
幼少の頃に父親に連れられ地上へ出ているため、地下世界での生活には常に閉塞感を覚えており、村一番の荒くれ者として暴れ回っていた。念願叶って地上へ出るとガンメンの本拠地を捕捉し、「グレン団」を再結成して旅を始める。後に、活躍を聞き付けた多くの戦闘員が入団すると、グレン団を大グレン団へ改名。彼のその生き様に惹かれ、多くの仲間が集まった。
道中のスタイルは、ジーハ村村長のシャクから強奪した日本刀に、父親の形見の紅マントと髑髏の腕輪を愛用し、サラシを巻いているという風体。他にも敵からはガンメンを強奪し、破壊したエンキの頭部から兜を奪うなど、気に入った物を強奪する事が多い（元々グレン団は基本的には盗賊団であった）。 また上半身に施した青色の刺青や、V字型の赤いサングラスも特徴的である（監督曰く『仁義なき戦い』などのイメージ）。なお、赤いサングラスは、かけても視界が赤くならないように出来ているものらしい。テンプルがないがどのようにしてかけているかは不明。心の通じた人物を「魂の兄弟」と呼び、シモンからは「アニキ」と呼ばれ慕われていた（血縁関係は無い）。また、カミナもシモンを「漢」として認め全幅の信頼を置くなど、2人は良きパートナーであった。その裏には過去、自分達の力で地上へ出ようとした際互いに「最後まで諦めず、己を救ってくれた」と感じた出来事が色濃く存在している。なお、シモンの代名詞である「天を突くドリル」の命名者はカミナである。
ヨーコとは決戦の朝に彼女の想いを受け入れ、恋人となっていた。その後、ダイガンザン強奪作戦時にシモンを援護するために仲間達と共に最前線で奮闘を続けたが、チミルフとヴィラルの猛攻を受けて致命傷を負い、戦いの果てにシモンに「漢の信念」を言い残して息絶える。彼の死体は埋葬され、天領では彼の所持していたマントと日本刀が墓標として掲げられており、7年を経て、エピローグ時にも朽ちる事なく建っている。第4部では多元宇宙迷宮に捕らわれたシモンの前に再び登場し、シモンを激励した上で多元宇宙迷宮の脱出を成功させた。
グレパラ
ギミーによってブラジャーを奪われた上にバストトップを披露させられたヨーコのため出撃、ギミーからブラジャーを奪い返そうとするも撃退されてしまう。
ヨーコ・リットナー（Yoko Littner）
声 - 井上麻里奈
本作のヒロイン。ジーハ村の隣にある地上集落のリットナー村の出身であるグレン団一のスナイパー。
髪型は赤色のロングヘアをポニーテールで纏め、ビキニにホットパンツという露出度が高い格好をしている容姿端麗な女性。動きやすさを重視した反面、ハプニングでビキニが外れやすいという問題点も抱えている。獣人のガンメンに対抗するために作られた身の丈ほどもある超電導ライフルを常に所持しており、一行の狙撃手としての役割を担っていた。頭にドクロのヘアピンと簪を付けており、簪はいざとなった時の隠し武器になっている。シモンとは同世代だが、地上の事を何も知らない彼を世間知らず扱いする一方で、彼女本人にも年相応の弱さなどが見え隠れしていた。基本的に優しくて世話好きな性格だが、過酷な地上を生きてきたせいか気丈でシビアな面もある。
第1部
獣人が駆るガンメンを追って地上世界からジーハ村に降り立った際にシモンやカミナと出会い、彼らと行動を共にするようになる。しかし、出会った当初はカミナの行動や言動に対し呆れる様子も見せていたがいつの間にか彼に対して想いを寄せるようになっており、ダイガンザン強奪作戦直前に想いが通じてカミナとは恋人同士になった。
第2部
気丈に振舞っているつもりでもカミナの死を引き摺って内に引き篭もるシモン同様に彼女もまたカミナの死をなかなか受け入れられなかった。そのため、カミナの直接の死因となった獣人の王ロージェノムの娘だと名乗ったニアに対して複雑な感情を抱く。その後、カミナの死を乗り越え、彼の意思を受け継いだかのようにグレンラガンを繰り戦うシモンの勇姿を目の当たりにして、ようやくカミナの死を受け入れ、ニアの事も仲間として受け入れるようになる。
第3部
カミナシティ中央公園に建設されたカミナ像が出来上がる直前に新政府で託されるであろう重責は自分には合わないとシモン達に言い残して別れを告げた後に新天地を目指し、旅立った。その後、コレハナ島に「ヨマコ」という偽名を使って教師として赴任し、そこで生徒となる子供達と生活を送り、更に一年後はロシウから月衝突の事実と、アークグレンへの避難を説得されたがこれを拒否、地球上全ての生物と子供達が空を見て過ごせる世界を護るため、大グレン団と共に宇宙へ出る。
第4部
超銀河ダイグレンで副艦長を務めるダヤッカの代わりにダヤッカイザーに搭乗して前線で戦い、多元宇宙迷宮の中で自分の違和感ある活躍を見るがカミナの導きによって脱出した。シモンと共に臨んだアンチ＝スパイラルとの最終戦後はコレハナ島に戻って教師を続けたらしく、校長となって子供達を見守っている。
小説版
かつてカミナが彼女に語った「子供たちに空を見て暮らさせたい」という思いを受け継いで教師になったとのこと。コレハナ島へ来る以前も、いくつかの学校で教師をしていたらしい。終盤でダヤッカイザーを借りた際は「（スペース）ヨーコカイザー」と改名している。ニアがメッセンジャーになった事にもショックを受けており、ニアを弄ぶアンチスパイラルに対して怒りを感じていた。
劇場版
ダヤッカイザーと同タイプのヨーコ専用ガンメン「ヨーコMタンク」が登場。『紅蓮篇』の終盤から搭乗する。
『紅蓮篇』の後半、白兵戦を挑んできたアディーネと肉弾戦で戦う。銃が効かないアディーネに追い詰められるが、カミナが命を賭けて手に入れたダイグレンを守るべく髪止めとハンドガンでアディーネを追い払う。この戦闘の最中、アディーネによってブラジャーを破壊されるもバストトップを披露することはなく、ブータによって届けられた小さめのブラジャーを代用することで戦闘を続行した。（『螺巌篇』では戦闘の最中、ヨーコＭタンク内で全裸状態となりバストトップも披露しているが光り輝く状態であったため朧気にしか見えない状態となっている。）アンチ＝スパイラルとの最終戦後はコレハナ島に戻って教師を続けたらしく、校長となって子供達を見守っている。
グレパラ
ギミーによってブラジャーを奪われてバストトップを披露させられた激怒、カミナと共にギミーからブラジャーを奪い返そうとするも撃退されるなど散々な目にあっている。
漫画版
第二部の超絶予告篇にて、彼女が幼かった頃、地下の旧リットナーで重火器の訓練をさせてもらった際に「天才」と評されたが、そのせいで毒ガスが充満して「リットナーの悪魔」と呼ばれるようになったというアニメ脚本構成である中島かずきの思いつきが掲載された。あくまで中島かずきの思いつきということになっているので、事実かどうかは不明。
ニア・テッペリン（Nia Teppelin）
声 - 福井裕佳梨
第2部より登場。
螺旋王ロージェノムの実娘で王都第1王女。生まれてからずっと獣人たちの中で育ち、王都を出た事がなかったため、外界に対する好奇心が旺盛な世間知らずのお姫様。「○○ってなんですか？」とよく質問をする。口調は敬語だが、語彙はあまり豊富ではなく周囲の空気を読む能力に欠けている。しかしそれ故に、思った事はハッキリと言う性格で、己の意見や信念を曲げない強い意志を持っている。末端の獣人達は彼女を見た事が無いが、四天王とは面識がある。
特殊な髪の色と、クローバーの紋章（声を担当した福井は最初地球帝国宇宙軍のマークと間違えた）が瞳孔に浮かび上がっている特徴的な瞳を除けば、他は人間と変わらない容姿をしている。当初、髪はロングヘアだったが、アディーネのセイルーンに捕獲された際にヨーコの狙撃が髪を掠めて散切り頭になり、戦闘終了後にヨーコに整えてもらってショートカットになった。かなり華奢な身体付きだが、淑女のたしなみとして王宮で一通りのスポーツ教育は受けているため、運動能力はヨーコよりも高い。料理が致命的に下手で、ロシウを病室送りにしたほどであるが、本人に悪気はない。誰も面と向かって「不味い」と言えなかった上に、味音痴のシモンとブータが「美味い」と食い続けたため、大グレン団の調理主任という役職に就いてしまう。そのため料理下手という自覚も持っていない。
第2部
己の存在理由を父・螺旋王に問うたために螺旋王から完全に決別され、無情にもコンテナに詰められ、「姫捨て谷」に捨てられたところをシモンに発見され、大グレン団で保護されるが当初はロージェノムの娘という事もあり、クルーからは不信がられるもダイグレンの奪還及びニア本人の抹殺に来たアディーネとの一件により快く受け入れられる事となる。その後、自分を常に助けようとしてくれたシモンを信頼し、周囲から見放されかけていた彼を懸命に励まし続け、やがてそれはシモンに対しての恋心へと変わっていく。
第3部
出会いから7年を経て美しく成長し、再びロングヘアに戻った。その後、心身共に支え続けてきたシモンからプロポーズを受けるがその直後に地上の人間の人口が100万人に達した事で、アンチ＝スパイラルによる「人類殲滅システム」が発動すると同時にDNA（螺旋因子）の中に潜伏していたアンチ＝スパイラルの因子が目覚め、「メッセンジャー」として覚醒、人類への「宣戦布告」を行い人類そしてシモンの敵となる。しかし、カテドラル・テラの制御が回復した際にシモンの心の叫びにより自我を取り戻すが、地球螺旋力のデータ解析のために別宇宙のアンチ＝スパイラル本星へ召還される。
第4部
彼女の指に嵌められたシモンから贈られた指輪はシモンと彼女の想いを繋ぎ、アンチ＝スパイラル本星への道が開かれる事となり、最終戦前に救出され、シモンや仲間達と共に最後の戦いに臨む。彼女がカミナの事を知らないが故にアンチ＝スパイラルの解析にカミナの情報が完全には知られなかった事がダイグレンの乗員の多元宇宙迷宮を破る突破口になった。その後、アンチ＝スパイラルに作り出された仮想生命体である故に彼らの消滅によってこの世に存在できない存在となり、結婚式にてシモンと互いの愛を告白した後に消滅する（彼女が遺した指輪はヨーコからシモンの手に渡され、そして花で満たされた彼女の墓標へと手向けられた）。
小説版
アンチスパイラルに解析されている際、思い出をダミーとして自分自身の体に貼り付けて消滅を免れていた。そのため、アンチスパイラルの最終決戦においてはシモンら大グレン団の仲間や地球にいる人々はアンチスパイラルを倒した後に待つ彼女の運命を悟るものの、シモンは逆に勝利への意思を燃え上がらせる。そして決戦から丁度7日後、結婚式の際にシモンへの愛を告げた後に消滅する。
ブータ（Boota）
声 - 伊藤静
地下世界で飼育されている食用獣・ブタモグラの子供。シモンにとってはカミナ、ラガン、そしてニアとはまた別のパートナーとして、村にいた頃から行動を共にしていた。知能は高く、シモン達の言葉を理解している節があり、空腹に苦しむシモンとカミナに自分の尻尾を噛み切って与えた事やコアドリルの使用を示唆した事もある。シモン同様、ニアの手料理を平気で食べる事ができる。
第3部では、7年の時を経ても何故か身体は全く成長していないが、尻尾は再び生えた。その変わらない姿とキャラクターは、仕事に忙殺されるシモンを和ませていた。また、シモンが裁判のため連行される際には、しっかりと拘束された上で同道していた。ヨーコの胸の谷間に挟まる癖があり、7年経っても再会後はヨーコの胸に時々納まっている。
第4部
シモン達と共に大グレン団の「一員」として宇宙に出る、長きに渡りシモンの螺旋力を受けていた影響か、「共に戦いたい」という強い意志と気合いで、通常獣人や遺伝子操作された動物が持っていない螺旋力が覚醒し、グレンのパイロットとなったヴィラルをサポートする事となった。一瞬でグレンラガンの破損したドリルを修復するほどの莫大な螺旋力を持っている。26話では更にロージェノムの力を借り、個体成長エネルギーを種の進化エネルギーに変換して人の姿への進化を果たすも、それゆえに多元宇宙迷宮に捕らわれてしまう。その後最後の戦いに臨むシモンの光を見た事で、彼は元いた次元のブタモグラの姿でシモンと共に最終決戦に臨む。
エピローグにおいては20年経っても変わらぬ姿でシモンと共に世界をさすらい（ブタモグラとしては異例の長命）、シモンと共に螺旋の力を見守り続ける。

## 大グレン団 / 新政府
キタン・バチカ（Kittan Bachika）
声 - 谷山紀章
獣人狩りを生業とするハンター集団「黒の兄妹」のリーダーにして長兄。美女に弱く、単純かつ短気で喧嘩っ早い性格だが、情に厚く涙もろい面もある。
第1部・第2部
「顔16」戦にてシモンたちと出会い、似た者同士のカミナとは何かと張り合っていたが「顔16」を撃退後は互いを自分のチームに誘い合うなど、ある程度認め合う仲となる。その後、獣人から強奪したガンメン「キングキタン」を手に入れ、獣人達と戦うべくグレン団に入団し、各地でガンメンに対抗するゲリラを集結させるなど、陰ながら活躍を見せる。カミナの死後はリーダーとしての素質があって大グレン団の2代目リーダーになるがカミナ以上に考え無しの行動が目立ち、敵の罠に簡単に嵌る時もあったため、グアームとの戦いで完全に立ち直ったシモンの姿を見て、彼こそがグレン団のリーダーに相応しいと自らその座を譲った。その後、獣人との戦いでガンメン隊の先頭に立って戦うなど、切り込み隊長的存在として活躍した。
第3部
法務局長に就任、柄ではないデスクワークをそれなりにこなし、姪のアンネが産まれた事に喜ぶ一方でシモンが裁かれる法廷ではその審理の不当性を指摘して抗議した。その後は月衝突の絶望的な事実を知って愕然とし、キヨウ達を守るためにシモンに明日を賭けるためにロシウからコアドリルを受け取った後にシモンに再び渡し、グレン団と共に宇宙へ出た。
第4部
アンチ＝スパイラルのデススパイラルマシーンから超銀河ダイグレンを救うために特攻を決意、ヨーコにキスをし、想いを伝える。その後、超螺旋弾によりマシーンを守る螺旋変換フィールドを破壊するものの、スペース・キングキタンが銀河螺旋海溝の超高密度圧縮に耐え切れずに大破してしまうもスペース・キングキタン内部のキングキタンでデススパイラルマシーンに突撃、その際に螺旋力が覚醒し、お守り代わりに積んでいたグレンラガンのドリルを同化、巨大化させて突撃する「キングキタン・ギガドリルブレイク」によりデススパイラルマシーンの破壊に刺し違える形で成功し、超銀河ダイグレンを窮地から救う形で戦死した。
漫画版
アニメ版とは違い、黒の兄妹の故郷であるバチカ村はヴィラルのエンキによって焼き払われたという設定になっており、仲間や両親の仇であるヴィラルと因縁がある。グレン団とヴィラルの初交戦の回で初登場。エンキに「燃える水」を投げつけるが、「ぬるい」の一言であしらわれてしまう。その後、アニメ版と同じくキングキタンを手に入れて再度ヴィラルに挑むが、再びあしらわれてしまう。なお、漫画版では当初からヨーコの事を気にしている節がある。
リーロン・リットナー（Leeron Littner）
声 - 小野坂昌也
リットナー村出身の人物で、グレン団の天才メカニック。彼の家系は代々、リットナー村の武器庫の番人であった。ほぼ最初期からグレン団にいたメンバーの1人である。厚化粧とオネエ言葉が特徴的。何事も常に客観的になれるほど冷静な思考の持ち主だが、自分の修理メカが破壊された時だけは例外。人を説得したり落ち着かせるなどの役回りを度々見せるグレン団の御意見番。親しい仲間からは、「ロン」と呼ばれる事も。
第1部・第2部
グレン団に入団後、優秀なメカニックとして活躍。更にはダイグレンのオペレーターなども兼任し、グレン団・大グレン団の戦力保持を一手に支え続けた。
第3部
新政府設立後、政府の科学局長官に就任。月面探査用ロケットガンメンの打ち上げに成功し、月の調査の中核となっている。またムガン対策のための新兵器も短時間で完成させるなど、その腕は全く衰えていない。
新政府の要職にあってロシウを気遣う一方で、シモン達グレン団の事は最後まで信じていて、シモンの死刑判決の際、ロシウからグレンラガンの破棄を依頼されたが、逆にメンテナンスをして出力を上げた上でレイテに預けた。また、シモンがグレンラガンで苦戦する中、瞬時の機転でラガンの特殊能力に目を付け、元々は変形出来ないアークグレンがテッペリン（デカブツ）と同系の大型ガンメンであるなら、グレンラガンで7年前のダイガンザン乗っ取りの要領で合体、構造改変、及び変形が可能と判断、すぐさまその方法をシモンに転送する。アークグレンラガン完成直後、シモンから「よく気がついたな、さすがはリーロンだ」と褒められていた。
第4部
超銀河ダイグレンにブリッジクルーとして乗り込み、様々な局面で情報の解析、分析を行う活躍を見せた。彼も多元宇宙迷宮から逃れ、シモンと共に最終決戦に臨む事となる。
エピローグにおいても、大統領となったロシウの良き理解者として、全宇宙の螺旋の力を見守り続けている。20年が経過したエピローグにおいて、シモンやロシウなど他の登場人物たちが相応に年を経た風貌で描かれているのに対し、一人まったく変わらぬ容姿をしていた。
作中何度かヴィラルに詰め寄るようなイジりを行っており、気味悪がられて武器を向けられ「それ以上近づいたら殺す」「殺していいか」とまで言われていた。
ロシウ・アダイ（Rossiu Adai）
声 - 斎賀みつき（20年後のロシウ - 中田譲治）
旅の途中で、成り行き上グレン団一行に加わったアダイ村出身の少年。村の司祭、マギンから託された聖典を所持している。礼儀を重んじる環境で育ったせいか生真面目で礼儀正しい性格。10歳（第3部以降は17歳）。
第1部・第2部
その常に冷静で懐疑的な性格から、グレン団のブレーキ役を果たした。グレンのメインパイロットを代行してシモンを地道に支えた。螺旋王との最終決戦でもグレンのパイロットを務め、ロージェノムを相手に意地を見せる場面もあり、子供の頃から大グレン団のメンバーとしては気合充分であった。
第3部
新政府設立後、総司令補佐官に就任。「螺旋力研究所」などの独自の機関を設立し、月からの襲来に備えての軍備増強や人口管理などに奔走している。その慇懃無礼とも取れる冷徹な言動ゆえか仲間内でさえ煙たがる者も少なくないが、キノンをはじめ機関の者達からの人望は篤い。第2部でニアの料理を食べた際に生死の境をさ迷った事があるため、そのトラウマが残っている。
ロージェノム・ヘッドから月衝突を告げられた際、市民の暴動を考慮して秘匿しようとするが、同時刻にニアによる人類への月衝突の宣告が公表されたため、暴徒と化した市民を止める唯一の苦策としてシモン相手にクーデターを起こして拘束し、彼から総司令官の座を奪い取った挙句死刑判決を言い渡す。しかしその一方で、彼に対し号泣するほどの罪悪感と自己嫌悪を抱いていた。リーロンによる月衝突の絶望的なシミュレート結果を知った事で、アークグレンの緊急発進の際に約半数の市民を見殺しにするなど、人類の指導者として苦渋の選択を強いられる。しかし、宇宙で待ち伏せる巨大ムガンの攻撃を受け、絶望的な状況となるが、シモンたちに救われる。
第4部
月落下回避後、失策の罪を償うためアダイ村で自殺を図るも、彼の苦境を理解するシモンの鉄拳と、想いを寄せるキノンの哀願により思い止まる。大グレン団遠征出立に際して、反螺旋族のワープによる奇襲、更には遠征軍壊滅という最悪の事態に備える、最終防衛線の指揮官という激務の座に敢えて就く。そして大グレン団の勝利を信じ、大グレン団不在の間は自分たちで地球を守ると誓う。
アンチスパイラルとの最終決戦では、空に写ったビジョンで宇宙誕生並みのエネルギーを受けた天元突破グレンラガンを目撃した上で、「彼らがこんなところで終わるわけが無い」とはっきりと言い放ち、絶対の信頼を示した。
ニアとシモンの結婚式では神父をしていた。
エピローグでは大統領に就任しており、20幾年を経て銀河に広がる多くの螺旋族との会議の場を設ける偉業を果たし、これからも全宇宙の螺旋の力を見守り続ける。なお、その容貌と声は師であるマギンに（そして「顔神様」に）似た風格あるものになった。カミナ、そしてシモンと言う伝説的な指導者の後を継ぎ、プレッシャーの中でも大仕事をやり遂げた、地球人類の偉大なリーダーであった。
劇場版
基本的にはアニメ版と同じだが、市民を見捨てる描写が無く、自殺の理由も異なっており、アンチスパイラルに騙されてシモンを陥れた罪を償うためアークグレン内の自室で自殺を図るも、シモンの説得とキノンの涙の前に思い留まる。また、ロシウを殴る役割はシモンではなくキノンになっている。
漫画版
アダイ村を出た直後、アニメ版にはなかったシモンとの会話が追加されるなど、第1部の頃からシモンと互いに認め合う描写が補強されている。また自分にやる事がないと少し自信が無かった時に、キノンから励まされてリーロンの手伝いを始めるなど、7年後の展開を見越した人間関係の補強演出が増えている。
ギミー・アダイ（Gimmy Adai）
声 - 本田貴子
ロシウと同じく、アダイ村から一行に加わった幼い男の子。ダリーとは双子である（兄）。
第1部・第2部
この当時はやんちゃ坊主な少年で、一行内を賑やかす一人であった。
第3部
ダリーと共に新設された新政府防衛隊「グラパール隊」エースパイロットとして一翼を担う。幼少の頃、大グレン団の戦いぶりを幾度と無く見てきたためか勇敢に成長したが、多少お調子者な性格は変わらず。シモンと真っ向から向かっても引かないほどに熱いが、事態と状況を理解した上で行動を起こせる少年。グラパールがプロトタイプのグレンラガンより性能が劣っている事や、シモンの時代錯誤的な考え方に苛立ちを覚えている。7年経ってもリーロンの事は生理的に苦手。
第4部
大グレン団の一員として超銀河ダイグレンに乗り込む。スペース・グラパールによって最終決戦に臨むも、その圧倒的な戦力から待避を余儀なくされる。
しかし彼も多元宇宙迷宮から逃れ、シモンと共に最終決戦に臨む事となる。最終話でシモンからコアドリルを託され、エピローグにおいてはグラパール隊のリーダーとして、グレンラガン（ラガン）のパイロットとなる。
グレパラ
夢の中とはいえ女湯を覗く、ヨーコのブラジャーを奪いバストトップを披露させる、欲しいものを持っている相手から力づくで奪うなどグレンラガン的な冒険をしている。
ダリー・アダイ（Darry Adai）
声 - 伊藤静
ロシウと同じく、アダイ村から一向に加わった幼い女の子。ギミーとは双子である（妹）。
第1部・第2部
この当時は引っ込み思案な性格で、人相の悪いウサギ（ヤクザウサギ）のぬいぐるみをいつも抱えていた。
第3部
可憐な少女に成長（『スーパーロボット大戦X』では、本人曰く「年齢は13歳ぐらい」）。ギミーと共に、新政府防衛隊「グラパール隊」エースパイロットとして一翼を担う。幼き頃に地上解放のために戦った大グレン団を見ていた影響か、シモンが認めるほど冷静で人一倍責任感の強い性格になっている。また、狙撃手として優れた腕を持つ。
第4部
大グレン団の一員として超銀河ダイグレンに乗り込む。スペース・グラパールによって最終決戦に臨むも、その圧倒的な戦力から待避を余儀なくされる。
しかし彼女も多元宇宙迷宮から逃れ、シモンと共に最終決戦に臨む事となる。エピローグにおいてはグレンラガン（グレン）のパイロットとなる。
キヨウ・バチカ / キヨウ・リットナー（Kiyoh Bachika / Kiyoh Littner）
声 - 佐藤利奈
「黒の兄妹」長女。おっとりとしていて明るく健康的なグラマー金髪美女で、ヨーコをも上回るプロポーションと大胆さを持つ。運動神経が優れており、格闘能力も高い。
第1部・第2部
カミナを「ダーリン」と呼び、彼に対し積極的なアプローチを行っていた。第2部では、ダイグレンのオペレーターを務めつつも、状況に応じてダヤッカに代わってダヤッカイザーを操縦する事もあった。
第3部
7年の間にダヤッカと結婚し、長女アンネを出産。しかし、皮肉な事にアンネが誕生した事で、人間の総人口が100万人に到達したため、アンチ＝スパイラルが地上へ襲来する事になる。
第4部
アンチスパイラルとの「大グレン団最後の大喧嘩」に行きたい思いと妻子を案ずる心の間で揺れる夫ダヤッカの背中を後押しし、宇宙へ送り出した。
キノン・バチカ（Kinon Bachika）
声 - 植田佳奈
「黒の兄妹」次女。ちょっと人見知りでのんびり屋の眼鏡っ娘。他の兄妹達に比べ消極的な印象だが、根はしっかり者。
第1部・第2部
カミナの名を呼ぶだけで頬を赤く染めるほど、彼の事が気になっていた。第2部では兄妹中唯一ガンメンの操縦は行わず、ダイグレンのオペレーターを務めていた。彼女の早い索敵は幾度も大グレン団を救う。
第3部
ロシウ配下の研究者兼秘書となる。ロシウのためならば自らの死すらも厭わないなど、その思いは傍目には狂信的な崇拝に見える。シモンやキタンへの信頼は失っていないが、旧世代ガンメンの能力を軽んじるなど、キタン曰くテッペリン攻略以前に比べて「性格が正反対」になっていた。
それは度重なる苦境に逃げることなく立ち向かうロシウの生真面目さに魅かれたが故であり、やがてその情愛はロシウの自殺阻止の鍵となる。
シモンと共にグレンラガンに同乗したり、ロシウの心の支えになる。
劇場版
アニメ版と異なり、シモンと共にグレンラガンに同乗するシーンは無い。その代わりに、ロシウを殴る役割は彼女が担っている。
キヤル・バチカ（Kiyal Bachika）
声 - 阿澄佳奈
「黒の兄妹」三女。末っ子らしくやんちゃで活発な少女。兄の影響からか、男勝りな性格と行動力の持ち主である。一人称は「俺」。
第1部・第2部
姉2人と同様、カミナの事が気になっていた。第2部では、ダイグレンのオペレーターを務めつつも、専用ガンメン「キヤルンガ」を駆り戦場に立つ事もあった。
第3部・第4部
一般市民として悠々自適な生活をしており、ダヤッカ・キヨウ夫婦の家に居候している。身重のキヨウを気遣い家事を引き受けていた。黒の兄妹の中で唯一、浮いた話がなく、これといった活躍もないなど、第3部以降は若干、影が薄い。
『ラヂオ天元突破グレンラガン』第38回にて、中島かずきによって「キヤルコンツェルンという会社を開いていた」「携帯で株のトレードをしていた」「ニアが持っていた携帯を作ったのはキヤルコンツェルン」「ダヤッカ夫妻に家をプレゼントしたのはキヤル」という設定が明かされた。
漫画版
テレビ版や劇場版と異なり、超銀河ダイグレンに乗り込み第4部も戦闘に参加するなど出番が増えている。アンチスパイラルとの最終決戦では、キタンの意志を継ぎ「天元突破キングキタン」を駆り戦う。
ダヤッカ・リットナー（Dayakka Littner）
声 - 中村大樹
リットナー村村長。厳つい外見に見合わず生真面目な常識人かつ、ユーモアも持ち合わせており、「裏方」のリーダーとしての実力は高い。
第1部・第2部
村を襲うガンメンに対し、村人を率いて抵抗していた。村に住む女子供を護るという理由で、最初はグレン団には同行せずに別行動を取っていた。ガンメン「ダヤッカイザー」強奪後は、村の女子供をジーハ村村長に預かってもらい、村のゲリラを率いてグレン団に入団する。役割や名前に反し、大事な場面ではダイグレンを躊躇なく敵に突撃させるなど、要所で判断を誤る事はない。その大胆かつ繊細な性格ゆえに、大グレン団の番頭として大いに活躍した。
第3部
新政府の食料局長に就き、結婚したキヨウとの間に一児を授かる。アンチ＝スパイラルの月衝突の際、キヨウとアンネを守るためにも食料局長を辞職し、避難民としてアークグレンに乗り込む。
第4部
大グレン団のメンバーである自分と、夫であり親である自分の間で揺れていたが、妻キヨウの後押しで決心をし、大グレン団再結成に伴い、愛する妻と娘に見送られ超銀河ダイグレンの艦長に着任する。彼もまた、多元宇宙迷宮脱出後、天元突破グレンラガンに乗り込み、シモン達と共に最終決戦に臨んだ。アンチスパイラルの猛攻に圧倒されながらも咄嗟の機転で最初の反撃を叩き込み、同時に宇宙最強の惚気をかましてキヨウの照れ笑いを誘って見せた。
漫画版
キヨウに一目惚れしており、彼女がカミナにアプローチするのを見てショックを受けたり、ダヤッカイザーで危機を救った際に照れながら言葉をかけるシーンがある。その後もキヨウと良い関係になりつつある。
ココ爺（Old Coco）
声 - 檜山修之
第1部・第2部
当初は温泉宿の番頭をしていたが、いつの間にかグレン団に参加。ダイグレン艦内では料理長を務めていた。神出鬼没で、度々ニアの窮地を救っている。その正体は、ニアの執事を務めるために作られた初期型半獣人であった。ロージェノムの子供の教育係であったが、ニアの数世代前の姫が捨てられた際に王宮から姿を消していた。その後はニアの執事として仕えている。グアームは「シーヴス」と呼んでいたことからこちらが本名と思われる。
第3部・第4部
ニアがアンチ＝スパイラルのメッセンジャーになった後もシモンが彼女を連れ戻してくれる事を信じ、大グレン団がアンチ＝スパイラル本星へと旅立つ際、かつてテッペリン攻略の時に掲げた大グレン団の旗をシモンに渡す。ニアのウエディングドレスを縫いながら、帰りを信じて待ち続けた。
キッド・コイーガ（Kidd Coega）
声 - 近藤隆
第1部・第2部
雀斑が特徴の茶髪の少年。グレン団の噂を聞きつけ、ガンメン「キッドナックル」を強奪後に入団した。アイラックとは「気が合う」という事で相棒同士である。
第3部
政府の要職に就くが余り表に出ない。しかしシモンの裁判には参加し、ロシウが下した死刑判決に動揺した。グレン団再結成の後、共に宇宙へ出る。
第4部
アンチ＝スパイラルの軍勢との戦いにて、ゾーシィを殺したアンチスパイラル艦隊に「この糞共が！」とアイラックと共に突っ込み全弾を撃ち尽くした後アイラックと共に敵に突貫、戦死する。
小説版
アンチスパイラルの戦艦ナンダ級に強襲された超銀河ダイグレンを守るため、キタン、シモン、ヨーコを除いたガンメン乗りと共に螺旋死海内で出撃。ナンダ級の触手に貫かれながらも顎部をこじ開け、螺旋弾で破壊されたナンダ級の爆風に巻き込まれ戦死。
劇場版
キタンの死を見届けた後、怒りに任せてアンチスパイラルの軍勢を撃破し、最終決戦において「天元突破キッドナックル」を駆りアンチスパイラルを撃破した後、シモンとニアの結婚式にも参列していた。アニメ版や小説版と異なり、戦死はしていない。
アイラック・コイーガ（Iraak Coega）
声 - 桐井大介
第1部・第2部
青髪の伊達男。冷静沈着だが少々キザな一面がある。右手で髪を上げる癖を持つ。グレン団の噂を聞きつけ、ガンメン「アインザー」を強奪後に入団した。キッドとは「気が合う」という事で相棒同士である。
第3部
政府の要職に就くが、あまり表に出ない。しかしキッドと共にシモンの裁判には参加し、ロシウが下した死刑判決に動揺した。グレン団再結成の後、共に宇宙へ出る。
第4部
アンチ＝スパイラルの軍勢との戦いにて、全弾を撃ち尽くした後キッドと共に敵に突貫、戦死する。
小説版
他のガンメン乗りと共にナンダ級を迎撃、共に戦死。
劇場版
戦死はせずに最後まで生き残り、「天元突破アインザウルス」を駆ってアンチスパイラルに挑む。その際、キッドと共に「超銀河つむじ風ブラザーズ」と名乗った。
ゾーシィ・カナイ（Zorthy Kanai）
声 - 川上貴史
愛煙家の中年男性。グレン団の噂を聞きつけ、ガンメン「ソーゾーシン」を強奪後に入団した。
第3部
新政府の要職に就いているが、大雑把な性格と服装は相変わらず。グレン団再結成の後、共に宇宙へ出る。
第4部
全力を隠していたアンチ＝スパイラル軍勢を圧倒し、その慢心が一因となり、本領発揮した敵の攻撃になす術が無く、戦死する。どこかやりきった感のあるほかのメンバーの死亡シーンの中、彼だけがなんとなくしまらない死に様であった。
小説版
彼の故郷であるカナイ村は地熱発電施設で電力が豊かだった事からそれなりに平穏な村だったが、ゾーシィはそんな村が気に入らず子供の頃は悪さを繰り返してきたが、ある日現れた黒の兄弟のキタンに誘われて地上へ出て、そこでガンメンを奪い大グレン団に参加した。
他のガンメン乗りと共にナンダ級を迎撃、共に戦死。
劇場版
他の面々と共に最後まで生き残り、「天元突破ソーゾーシン」でアンチスパイラルに挑む。多元宇宙に囚われた際には、キッドやアイラックと共に事務職をしていた。
ジョーガン・バクサ（Jorgun Bakusa） / バリンボー・バクサ（Balinbow Bakusa）
声 - 四宮豪（ジョーガン） / 堂坂晃三（バリンボー）
強奪ガンメン「ツインボークン」（名前の意味は「双子の暴君」）と共に大グレン団に入団した双子の兄弟。双子らしく共にアフロにサングラスという瓜二つの出で立ちで、青いサングラス姿が兄のジョーガン、赤いサングラス姿が弟のバリンボー。性格も共に落ち着きが無く、声も大変大きい。だがその分優しさも備えており、死亡シーンでもその優しさがうかがえる。
第3部
2人揃って人民局局長に就任したが、元々計算事に弱い性格なので苦難の日々を送っている。バリンボーはシモン逮捕後に法廷で彼の弁護士を務めるが、その性格から弁護しきれなかった。グレン団再結成の後、共に宇宙へ出る。
第4部
アンチ＝スパイラルの軍勢との戦いにて、ギミー、ダリーを守るため敵の盾になり、吼えるように大笑いしながら多数の敵機を道連れに爆死する。
小説版
他のガンメン乗りと共にナンダ級を迎撃、共に戦死。
劇場版
「天元突破ツインボークン」に搭乗してアンチスパイラルとの戦いに挑み、自慢の防御力で仲間達の盾となり活躍した。シモンとニアの結婚式でニアが消滅した時には、兄弟揃ってサングラスを外して号泣していた。多元宇宙においては、兄弟で保育士をしていた。
マッケン・ジョーキン（Makken Jokin）
声 - 神永レオ
坊主頭と、腹巻きに赤いマフラーの男。外見は松平健に似ている。グレン団の噂を聞きつけ、ガンメン「モーショーグン」を強奪後に入団した。
第3部
レイテと結婚し、二男一女を儲ける。夫婦で修理工場を経営。政府からガンメンの破棄や兵器の製造などを依頼されていたが、前者は破棄せずメンテナンスして隠し、後者は螺旋弾などの新兵器を、もしもの時のために保管していた。ムガンのカミナシティ襲撃時には子供達を知人に預け、「モーショーグン」で出陣した。グレン団再結成の後、共に宇宙へ出る。
第4部
アンチ＝スパイラルの軍勢との戦いにて、ワープゲートからの奇襲攻撃から超銀河ダイグレンを守るため特攻、巨大ミサイルと刺し違え、戦死する。
小説版
他のガンメン乗りと共にナンダ級を迎撃、超銀河ダイグレンに迫るナンダ級の尻尾を破壊するために特攻し至近距離でミサイルを全弾発射し道連れに戦死。
劇場版
仲間たちと同じく、最後まで存命。「天元突破モーショーグン」でグランゼボーマを斬り裂き、囚われていたキッドナックルとアインザウルスを助け出した。多元宇宙では、レイテやロージェノムと共に学校の教師となっていた。
レイテ・ジョーキン（Leite Jokin）
声 - 本田貴子
眼鏡と白衣を身にまとう、姉御肌・愛煙家の美女。ダイグレンの機関室クルーを務め、出力調整を担当していた。またメカニックとしても優秀で、リーロンと共に大グレン団を支えた。
第3部
マッケンと結婚し、夫婦で修理工場を経営している。子供の事を考えてか、タバコから禁煙パイポに切り替えている。マッケン同様ガンメンをメンテナンスした上で、キタンにキングキタンを引き渡した。各ガンメンを宇宙へ打ち上げる宇宙ロケットの発射を1人でこなすなど、腕は全く衰えていない。
第4部
大グレン団再結成後、超銀河ダイグレンのメカニッククルーとして乗り込んだ。超銀河ダイグレンの生産能力を活かし、スペース級のガンメンやグラパールを量産する。マッケンが戦死した事に気付いたが、それでも大グレン団の勝利のために悲しみを見せずに自らの仕事をやり遂げた。多元宇宙ではロージェノムと共に小学校で授業参観をしていた。
シュリ&シオナ&ゾッカ
マッケン、レイテ夫妻の子供達。瓶底眼鏡に三つ編みが長女のシュリ、父親似の坊主頭が長男シオナ、末っ子のゾッカはまだ生まれたての赤ん坊。
アーテンボロー・コアチッチ（Attenborough Cortitch）
声 - 桐井大介
たらこ唇と縞模様のシャツが特徴的な男。ダイグレンのブリッジクルーを務めているが、すぐに主砲を撃ちたがるノーコンなトリガーハッピー。一部のスタッフやキャストの間で大人気のキャラクターだったという。
第2部
敵と遭遇したらとりあえず「発射ァ!」といいながら攻撃ボタンを押し、砲をぶっぱなすのが彼の定番スタイル。
第3部
新政府設立後はテツカンと共にリーロンの執務室に勤務。にも拘らず頭の悪い発言が目立ち、かなり場違いなキャラクターになってしまっている。
第4部
超銀河ダイグレンに砲撃担当のブリッジクルーとして乗り込む。最終決戦においては、いつもどおりの無軌道砲撃スタイルが、逆にアンチ＝スパイラルの予測を超越して確率変動弾を命中させる、という活躍を見せる。
漫画版
第二部の超絶予告篇にて、メガネを取ると超ハンサム、実はリットナー村で戦っていた包帯の人だったが大怪我を負った際、コアチッチ村で大手術を受けて今の姿となり、後に黒の兄弟末妹のキヤルとラブロマンスを繰り広げる……というアニメ脚本構成である中島かずきの思いつきが掲載された。劇中において漫画版の作画である森小太郎は「キヤルの件だけは阻止する」と決意を固めている。
テツカン・リットナー（Tetsukan Littner）
声 - 水島大宙
リットナー村出身。オレンジ色のバンダナをした眼鏡の男性。大グレン団の見張り役。徹夜続きで常に目の隈が酷く、不健康な顔をしていた。
第3部
以前とは見違えるほど恰幅が良くなり、アーテンボローと共にリーロンの執務室に勤務している。徹夜作業も厭わない仕事振りは変わっていない。
第4部
超銀河ダイグレンにリーロンの補佐担当のブリッジクルーとして乗り込む。
ガバル・ドッカー（Gabal Docker）
声 - 四宮豪
ガテン系の格好と小麦色の肌、口に髭を蓄えた初老男性。ダイグレンの操舵担当。シトマンドラ戦ではダイグレンの飛び蹴りを「ぬおああああああ」との魂の舵輪捌きで回し蹴りに派生させた。
第3部
アーテンボローやテツカンと共にリーロンの執務室に勤務している。
第4部
超銀河ダイグレンに操舵担当のブリッジクルーとして乗り込む。
ギンブレー・カイト（Guinble Kite）
声 - 水島大宙
ロシウをサポートする新政府のエリート補佐官。マッシュルームカットの眼鏡青年。ロシウに心酔しており、ただ平和を謳歌する旧大グレン団メンバーを軽蔑している節があった。第3部ラストでシモンとロシウが和解した後は、ロシウの片腕として地球に残り彼の補佐を務めた。戦後派（螺旋王との戦争に参加していない世代）ではあるが、彼自身も幼い頃に大グレン団の戦いに憧れた少年の一人で、テッペリン攻略戦のときの旗に、思わず見とれてしまっていた。
劇場版
グアームが設置した投影機に映し出された大グレン団がドテンカイザンを撃破するシーンを目の当たりにして憧れを抱く少年時代のギンブレーが『紅蓮篇』の終盤に登場する。
シベラ・クトー（Cybela Coutaud）
声 - 寺田はるひ
ロシウお付きのオペレーターを務める女性。ピンクのショートカットに眼鏡姿。大グレン団再結成の際には超銀河ダイグレンのオペレーターに就任した。彼女は最終決戦に望んだ艦橋メンバーで唯一の戦後派である。
エピローグにおいても「銀河螺旋平和会議」に向かう同艦に乗り込んでいた。

## その他の人物
シャク村長
声 - 玄田哲章
ジーハ村村長。身寄りのない子供達を集めて衣食住を与え、村を拡張するための作業をさせている。顔が大きい。村から出てはならないという先人達の教えを忠実に守ろうとしており、村を出ようとするカミナとはそりが合わなかった。天井崩壊時、愛用の日本刀をカミナに奪われる。その後、ダヤッカの頼みでリットナー村の女子供を預かっている。ブタモグラの団体を刀一発で落としていることからそれなりの実力者であると思われる。小説版においてはカミナの父であるジョーの死を彼なりに悼んでいた。またカミナとシモンを除いたジーハ村の住民が地上を恐れていて、旅に付いていけない事をカミナに説いていた。リットナー村やビジョ村の非戦闘員や女たちをジーハ村に匿ってやったりもしていた。
第3部
カミナシティ建設後、村の産業であるブタモグラ肉を事業化しステーキハウスを開店、巨万の富を築く。今や人類の英雄となったシモンを村の出世者として方々で自慢するなど、ちゃっかりした面を見せる。
ジョー
声 - 小杉十郎太
カミナの父。故人。当初は身元不明の白骨化した死体として発見されたが、後にその遺体がカミナの父であった事が確認される。ジーハ村のすぐ近くで発見された事から、地上に出てすぐ獣人に殺害されたと考えたカミナが、獣人の本拠地へ向かう動機となった。彼のマントはカミナが受け継いだ。また、シモンの左腕に巻かれた紅い布もこのマントの切れ端である。
マギン
声 - 中田譲治
アダイ村の村長。地下に置かれていたガンメンを「顔神様」として守り神と定め、村全体の掟となる宗教を作った事から「司祭様」と呼ばれており、村人から尊敬されていた。村人の数を50人と定め、クジ引きで選ばれた者を地上に送るなど（クジには予め細工が施されており、身寄りの無い者を優先的に送り出すように仕向けている）、時に残酷とも言える判断を容赦無く下す。常に厳格な態度を崩さなかったが、内心では貧しい村を維持するためとはいえ、そうした自分の行いに胸を痛めていた。ロシウが村を出る間際に自らの胸中を吐露し、彼に教典としていた書物を託す。実は字が読めない。
第4部
アダイ村にてロシウと再会する。自身の行いに胸を痛めるロシウに「よくやったと思う」と賛辞を贈った。7年前ロシウに渡した教典が誰かのイタズラだと知って彼と笑いあう。
漫画版
アダイ村を治める以前、とある村のリーダーとして村人を率いて地上に出た経緯があったが、村人はガンメンによって皆殺しにされ、彼一人だけが逃げて生き残ったという過去があった。アダイ村に襲ってきた獣人を撃退すべくガンメンに乗り込んだ際、「最後の居場所を守る」という意志で戦っていた。カミナを見て、若い頃の自分と重ね合わせていたようである。
副官
声 - 東地宏樹
第1話冒頭で登場した謎の男（声 - 柿原徹也）率いる巨大宇宙戦艦「グレンラガン」の副官。彼のしているゴーグルはブータが人化したときしていた物と酷似している。
中島かずきはこのシーンを「空想上のシモンの姿」と説明しているので、本編との直接的な関係は無い（資料集からは多元宇宙とも解釈できる可能性が書かれている）。彼の正体はブータであり、本編でブータが進化した際にはこのシーンとは声が変更されるのが当初からの予定であったらしい。
ナキム
声 - 間宮くるみ
ヨーコ（ヨマコ）の生徒。三年前に父親を亡くし、母親の故郷のコレハナ島に引っ越してきた。父親の形見のバッグを大事に持っている。気弱な性格が災いし、同級生からいじめを受けてしまうが、とある事件を機に仲良くなり、カミナシティへ旅立ったヨーコを共に見送った。いざという時には勇気を見せられる少年。彼らの世代は、人類が地上に出て生活するようになってからの第一世代に当たる。
エピローグでは全銀河の代表として、グラパール隊のメンバーとなっており、「スパイラル＝ネメシスを決して起こさない」という想いは彼等にも引き継がれた。
マオシャ
声 - 下屋則子
ヨーコ（ヨマコ）の生徒。コレハナ島に住む少女。木登りが得意で、ナキムのバッグを木に引っ掛けたが、バッグが父親の遺品だと知り罪悪感から灯台に篭っていた所を、ガンメンに人質にされてしまう。しかし、自然を破壊したガンメンに対しキレたヨーコに救われる。その後、同級生と共にヨーコを見送った。小説では、ナキムのバッグを木に引っかけたことをヨーコ（ヨマコ）に告白、翌日に自分でナキムに告げ和解した。
バチョーン
声 - 川上貴史
番長風の格好をした男。テッペリン攻略戦の最中、ピンチに陥った大グレン団を救出するために、飛行可能な戦艦型ガンメンを多数率いて現われた。その後、ダイガンドが発生させた竜巻を打ち破るべく先陣を切って突撃するも、突破できずに乗艦が大破、行方不明となる。なおテッペリン攻略戦の後も瀕死の重体ながら生存しており、公式サイトでその後の人生が明かされた。
ツーマ
声 - 井上麻里奈
声は劇場版前夜祭で上映された「ヴィラルの甘い夢」における吹き替え。
26話においてヴィラルが大グレン団の面々と共に多元宇宙迷宮に囚われた際、ヴィラルの妻として現れた獣人の女性。
『紅蓮編』公式サイトの企画「グレンラガン パラレルワークス」において、渡辺敬介が担当した第1回の内容でもヴィラルの妻として登場。悪者に捕まり、牢屋に囚われたニアの世話をしていたが、シモン・カミナと共に悪者の城へ突入したヴィラルに救われる。
メム
声 - 伊藤静
劇場版前夜祭で上映された「ヴィラルの甘い夢」における吹き替え。
26話の多元宇宙迷宮におけるヴィラルとツーマの娘。

## 獣人軍
ヴィラル
声 - 檜山修之
人間掃討軍極東方面部隊長の肩書きを持つ獣人。キャッツアイ（Cat's Eye）、鮫のような歯と異形な手、右眼を隠すようにした金髪が特徴的で、通常の獣人と比べ人間色が強い。身体能力が高く、ガンメンの操縦は元より白兵戦にも長けている。王都の螺旋四天王と面識があり、主たる螺旋王と同様忠義を尽くして接している。
本人曰く「王都の戦士は礼節を重んじる」らしく、その言葉通りに人質などの姑息な戦法を嫌うなどの紳士的な一面を持ち、威厳と勇猛を兼ね備えた番長気質な性格。
専用ガンメンはエンキ、後にエンキドゥ、エンキドゥドゥと姿を変える。
”ヴィラル”の名や”エンキ”と言う機体名、ヴィラルのテーマのタイトル”Nikopol”と合わせて、バンド・デシネ作家であり映画監督でもあるエンキ・ビラルに掛けてあるように誤解されることがあるが、エンキ・ビラルに似通ったのは全くの偶然である。
第1部
地上世界の湖沼でカミナと遭遇、肉弾戦で互角以上の戦いを繰り広げた。しかし、その後のグレンラガンとの戦いで「武士の嗜み」であるエンキの兜を奪われ、それ以降はカミナに執着するようになった。その後、ダイガンザン攻略戦ではチミルフと共にエンキドゥでカミナと戦うが、すぐに倒されてしまう。
第2部
相も変わらずに復讐鬼と化してグレンラガンを付け狙い続けながら四天王の元を次々と転属し、幾度かの戦いを経た中でシモンと遭遇、彼からカミナが戦死した事、グレンラガンのパイロットがシモンだった事を知り、彼に敗れていた事に衝撃を受け、改めてシモンと戦う中で獣人と人間の種的優位性を疑い始める。その後、螺旋王から眠らなくても壊死する事の無い身体と、爆発的な自然治癒力（実質上の不老不死）を賜り、パワーアップしたエンキドゥドゥでシモンとの決戦に臨んだ。しかしこれは螺旋王が自身の存在を後の世に伝えるための語り部とするための力であり、戦いのための力ではなかったため、シモンの際限なく高まり続ける螺旋力の前に呆気無く敗れ去った。
第3部
テッペリン陥落の直後は行方不明になっていたが、7年後の世界ではエンキドゥドゥを駆り、新政府の政策に反対する地中の者達によるゲリラ活動に加担していた。しかし、グラパール隊との交戦を続ける中で長年酷使し続けてきたエンキドゥドゥが行動不能となって愛機に別れを告げながら逮捕されてリンカーネ刑務所に収監されるが、後に収監されたシモンと再会する。その後、大グレン団メンバーの元、シモンと共に刑務所を脱出、彼と共に地球を救うためにかつてのライバル・カミナの特等席であったグレンのコックピットへと搭乗した。月落下回避後はグレンのメインパイロットに就任、大グレン団の一員に加わり、アンチ＝スパイラルの本拠地へと乗り込む。
第4部
超銀河グレンラガン変形時にシモンと共に超螺旋エンジン内で待機していたが、自身は螺旋力を持たないが故にシモンに負担をかけさせている自分に歯痒さを感じており、後に覚醒したブータのサポートを受け、全力で調整役を行う。その後、多元宇宙迷宮においては獣人の妻のツーマと娘のメムと3人で草原で穏やかに暮らしていたが、目覚める際には元の獰猛な笑みを浮かべて最後の決戦に臨んだ。エピローグでは超銀河ダイグレンの艦長に就任、銀河螺旋平和会議へと向かう。また、髪は切ったようだが、獣人な上に不老不死なので外見は変わっておらず、計らずも永遠に大グレン団を良く知り、語る事の出来る者となった。
劇場版
チミルフ亡き後、螺旋王からダイガン「ダイガンザンドゥ」を賜り、アディーネ、グアーム、シトマンドラらと共に大グレン団を襲撃。そこで復活したシモンの口上を聞いて、カミナが死んだ事を知る。自身のガンメンと合体したガンメン「ドテンカイザン」でグレンラガンに挑むが敗れ、彼のみガンメンの爆発に巻き込まれなかったため軽傷で済んだが、四天王全員が戦死した中ただ一人生き残ったヴィラルは人間への怒りを表す。螺巌篇では、最終決戦で「天元突破エンキドゥルガー」を駆ってアンチスパイラルに挑む。
グレパラ
渡辺敬介の『ラップは漢の魂だ！無理を通して道理を蹴っ飛ばす!俺たち大グレン団のテーマを耳の穴かっぽじってよ〜く聴きやがれ!!』では恋人のツーマを救うべくシモン、カミナの二人と共闘する。
SUEZENの『BafBaf!そんなに燃えるのが…好きかい?』ではエンキに搭乗してパチスロ型ガンメン「バンメン」に挑む。
益山亮司の『お前の×××で天を衝け!!』ではグレン団対抗組織「赤い尻尾」のリーダーとなる。アディーネ、グアーム、シトマンドラらと共に悪のカミナに立ち向かう。
モギュー
声 - 近藤隆
2話で登場。ガンメン・アガーに乗っていた獣人。リットナー村の面々に撃墜され、相方のゴネーに回収される。シモンとカミナが初めて目にした毛むくじゃらの獣人。後にシモン達に復讐するがカミナの「キャノンボールアタック」をかわして油断したところを背部からのラガンの攻撃により機体を破壊され、戦死した。
ギューザック
声 - 三宅健太
2話で登場した獣人の小隊長。ガンメン・ギャンザに乗っていたがカミナによって奪われ、コクピットから叩きだされる。その後、彼の乗っていたギャンザはカミナによってグレンという名前を付けられる。モギュー達の死を目撃し、逃亡した。
ジャモ兄弟
声 - 坂口候一、逢坂力、太田哲治、相馬幸人
4話で登場した16匹兄弟の獣人。それぞれジャモイチからジャモジュウロクまで存在する。ヨーコ達が狩りで手にいれ食糧として食べられかけるが顔16のガンメン・カオパ＝ジールに乗ってグレンとラガンに襲いかかる。だがブータの尻尾を食べて復活したシモンとカミナのグレンラガンによって撃破され、敗退する。
オオカミ獣人
声 - 勝生真沙子
6話で登場した女将。温泉旅館でグレン団の面々をもてなして捕らえようとした。獣人の多くは昼に活動して夜に眠らなければいけないが、彼女は夜行性である。DVD3巻の解放版6話「見てぇもんは見てぇんだ!!」では人間の女を捕まえて、螺旋王に献上する役回りがあった事が判明した。ガンメンでカミナ達に攻撃を仕掛けるが、カミナの怒りの「男の恨み炸裂斬り」によりあっけなく戦死した。
温泉バニーズ
6話で登場してカミナ達をもてなした。正体はオオカミ獣人の手下のウサギ獣人。『トップをねらえ』、『トップをねらえ2』、『新世紀エヴァンゲリオン』など、それぞれガイナックス作品のヒロインがモデルになっている（『アベノ橋魔法☆商店街』のみ男性）。
イルカ獣人
12話で登場したアディーネの部下。ガイトプラッツ。魚雷型ガンメン・ゲッソーを背負って、ダイグレンに攻撃を仕掛けた。
オクタ艦長
ダイガンカイを指揮するタコ獣人。
ウニコ
ダイガンカイクルーのウニ獣人。
アンブリー
ダイガンカイクルーのアンコウ獣人。
ゲッコー
第三部で登場したシトマンドラの部下。死刑囚として牢獄に送られたシモンに襲いかかるが、シモンとヴィラルの殴りあいに巻き込まれる。名前は小説版3巻より。
小説版
ヴィラル曰く、シモンとの決戦前に逃げ出した脱走兵だったらしい。シモンとヴィラルが電磁牢に入れられた後、警備ガンメン・ガンガードに追いかけ回されて殺されかけるがシモンとヴィラルによって助けられる。
ロージェノム
声 - 池田成志
第2部より登場した地上を治める螺旋王で、獣人達の創造主として、世界に君臨し続けてきた人間。螺旋の瞳以外は通常の人間と変わらない外見だが、不死に近い肉体を持ち、1000年近い時を生きており、王都テッペリン内の王室では常に周囲に6人の女性を侍らせていた。かつては螺旋力を発現し、銀河を護るために他の惑星の螺旋族と共にアンチ＝スパイラルに立ち向かうが敗戦した。その後は地球に逃げ延びると、「地上に百万の猿と螺旋力が満ちると現れる」という反螺旋族「アンチ＝スパイラル」の襲来を懸念、獣人達に人間を掃討する命令を出し、人口を一定以下に抑えていた。また、気に入らないモノは何でも直ぐに処分する、非情な性格で、女性達は愛玩物（すなわち自意識を待たない人形）としてしか用がなく、代々の姫も飽きたら姫捨て谷に廃棄し、実の娘であるニアも自我に目覚めた途端にあっさりと捨てた。螺旋の本能を常に理性で押さえ込もうとしているため、感情表現には乏しい。しかし、シモンとの決戦で見せたように螺旋の戦士としての闘争本能が何かに触発されると、螺旋力は彼の理性を以てしても抑えきれない膨大なものとなり、恐ろしく好戦的な性格となる他、シモン同様に彼もまたコアドリルを所持しており、王室内に侍らせていた6人の女性はそのコアドリルが姿を変えた形である。また、生身でも強大な螺旋力を引き出す事が出来る（その際は頭から赤く禍々しい炎のようなオーラを出す）。
テッペリン攻略戦では自身の専用ガンメン「ラゼンガン」でグレンラガンを破壊、更には分離したラガンを己の屈強な肉体で以て叩きのめし、シモンを窮地に追い詰めた。しかし、シモンの螺旋力を込めたコアドリルの一撃により敗北、自らを超えた螺旋力を持つシモンに忠告を残し、テッペリン城頂上から身を投げた。
第3部
テッペリンに残されたロージェノム本人のDNAデータを元にロシウが独自に設立した「螺旋力研究所」で遺伝子培養をされ、生体コンピュータとして頭部のみが再生された。その後、ロージェノム本人の記憶と知識のデータを元にして再現されたものであるが同一の人格ではなく、その再生体（ロージェノム・ヘッド）は元のロージェノム本人を「我が肉体」と呼んでいる。
第4部
超銀河ダイグレンが制御可能となった後は艦内の大螺旋コンピューター室に配置され、螺旋界認識転移システムの座標修正などの役割を果たしている。その後、最終決戦において一時的に復活を果たし、戦いの趨勢を決める大きな一手を担うことになり、多元宇宙迷宮では学校の授業参観にニアの親として出席していた。その後は天元突破グレンラガン内で肉体とラゼンガンを実体化、アンチ＝スパイラルに量子分解された際はインフィニティ・ビッグバン・ストームのエネルギーを螺旋力（巨大ドリル）に変換し、自身の螺旋力と共にシモンに託した。
グレパラ
吉成曜の担当した前日談『お前ら全員燃えてしまえっ!!!』の主人公。彼が幼い頃に始まった反螺旋族との戦争。そこで彼はラガンタイプのガンメンと出会う。そして青年として成長した後に、宇宙で反螺旋族の艦隊と激しい戦いを繰り広げ、アンチスパイラルと接触。スパイラルネメシスを知った彼は、螺旋族に反旗を翻す。仲間達をラゼンガンにて殺戮した後、カテドラル・テラをカテドラル・ラゼンガンに変形、螺旋族の艦隊を壊滅させた。少年時代の彼の容姿はニアに似ており、戦時中は常に小さなアルマジロと共にあった。

### 螺旋四天王
螺旋王の獣人軍団を束ねる最強の4獣人。チミルフは第1部のみ、残りの3人は第2部のみ登場、最終話で一瞬登場した。
チミルフ（Thymilph）
声 - 梁田清之
「怒涛のチミルフ」の異名を持つゴリラ型の獣人で、白兵戦時は巨大ハンマーを武器にしている。巨大地上戦艦型ガンメン「ダイガンザン」を旗艦にしており、自身専用のガンメン、「ビャコウ」を所持している。ダイガンザン強奪作戦ではカミナの渾身の一撃を受け、相討ちに近い形で戦死した。アディーネとは友と呼べる仲であったらしい。
漫画版ではアディーネに花を贈るシーンがある。
アディーネ（Adiane）
声 - 根谷美智子
「流麗のアディーネ」の異名を持つ四天王の紅一点で、容姿はほぼ若い人間の女性そのものであり、サソリのような尻尾を持つ。眼帯と肩まで露出した着物を着用しており、美貌にそぐわない激しい気性と毒舌を持ち、彼女に失態を責められて病院送りになった部下は数知れず、自分を特に恐れている部下を近くに置き、不眠症にしていじめるのが趣味である。また、螺旋王の第一王女と言う立場から表面ではニアを敬っているが本心では彼女を嫌っており、故に彼女がロージェノムから捨てられた後は手の平を返して彼女を付け狙うようになる。巨大潜水母艦型ガンメン「ダイガンカイ」を旗艦にし、自身専用のガンメン、「セイルーン」を所持している。戦死したチミルフの敵討ちのためにグレン団討伐を志願するも「日没までにグレン団を全滅させる」という約束を果せなかったために王宮テッペリンへ帰れなくなってしまう。その後は名誉挽回のために水上移動中のダイグレンを急襲し、後一歩まで追い詰めるもダイグレンの零距離集中砲撃を受け、チミルフに仇を取れなかった事を詫びながら戦死した。
漫画版ではチミルフから贈られた花を保管しており、最後の瞬間にチミルフの幻影を見るなどより深い関係に描写されている。
劇場版
ヴィラル、シトマンドラ、グアームと共同作戦を取り、大グレン団を窮地に追い込む。チミルフの船だったダイガンザンを取り返すべく、部下と共にダイグレンへ乗り込み白兵戦を仕掛け、そこでヨーコと肉弾戦を繰り広げる。ヨーコの放った銃弾を受け切るなど生身での戦闘力の高さを見せつけた。ヨーコのブラジャーを破壊するもヨーコのバストトップは披露させることはできず、逆にヨーコの反撃で尻尾に傷を負うなどヨーコとの戦いは傷み分けに近い形となった。自身のガンメンと合体したガンメン「ドテンカイザン」でシモン達に挑むが、返り討ちに遭いグアームと共に戦死した。
シトマンドラ（Cytomander）
声 - 陶山章央
「神速のシトマンドラ」の異名を持つ、ロージェノムに心酔するナルシストで、孔雀のような派手な羽ととさかを持つ獣人。巨大飛行要塞空母型ガンメン「ダイガンテン」を旗艦とする飛行ガンメン部隊を指揮し、自身も専用ガンメン「シュザック」を所有する。また、普段は冷静で優雅な振る舞いを装っているが大きく動揺すると鳥目になり、落ち着きが無くなる。テッペリン防衛戦では未熟さから大グレン団の結束とグレンラガンの力を見誤り、ダイグレンにシュザック・ダイガンテンごと串刺しにされて戦死した。
劇場版
チミルフの死後は他の四天王と共にダイグレンを襲撃、空中でニアを処刑しようとするが復活したシモンとグレンラガンのギガドリルブレイクで撃破され戦死した。
グアーム（Guame）
声 - 川久保潔
「不動のグアーム」の異名を持つ、ロージェノムが作り出した獣人ではなく、数千年生きて知能を持ったアルマジロかつ獣人の開祖的な存在。難攻不落要塞型ガンメン「ダイガンド」を旗艦とする重砲撃型ガンメン部隊を指揮し、自らも専用ガンメン、「ゲンバー」を駆り戦う（しかし、腕が短く、操縦桿が握れないためにコクピット内のアームで操縦している）。ダイガンドを操って竜巻を起こし、大グレン団を窮地に追い詰めるがグレンラガンの地下からのドリルアタックで艦ごと串刺しにされて戦死した。
劇場版
チミルフ亡き後、他の四天王と共に登場。ゲンバーにてキングキタン、ダヤッカイザー、キヤルンガら黒の兄弟と激闘を繰り広げる。自身のガンメンと合体したガンメン「ドテンカイザン」でシモン達に挑むが、返り討ちに遭いアディーネと共に戦死した。
グレパラ
吉成曜の『お前ら全員燃えてしまえっ!!!』ではロージェノムの幼少時から彼の傍に居た。

## 反螺旋族
アンチスパイラル（Anti-Spiral）
声 - 上川隆也
本作最大の敵。

## 他メディアに登場するキャラ

### 小説版に登場するキャラクター
リューシュ
小説版1巻に登場したチミルフ配下の女獣人。口調はアディーネに近い。ヴィラルを一方的にライバル視しており、ヴィラルのエンキを破ったグレンラガンに戦いを挑んでくる。ギルガという重装甲ガンメン（重量がグレンラガンの三倍以上あり、そのボディを自在に動かせるだけのパワーをも兼ね備えている）に搭乗し、ガンメンの全長ほどもある大剣を振るって空腹に苦しむシモンたちを追い詰めるが、ブータの尻尾で力を取り戻したグレンラガンのドリルの一撃に破れる。
ドウマ・ラーチア
小説版3巻に登場した新政府の特務兵。かつてシモンがグアームのゲンバーを撃破した光景を目撃して、大グレン団に憧れて特務兵になった戦後派。シモンが裁判に送られる前、彼の見張りをするも「シモン総司令が逃げ出そうとしたら撃て」という命令に戸惑う。その後、ムガンがカミナシティを襲撃した際は一般市民のアークグレンへの避難を誘導するが、その際、アイラックのアインザーに救われる。なお、ロシウは一端の兵士の名前を暗記しており、ドウマの名前も覚えていた。

### ニンテンドーDS版に登場するキャラクター
ティトリー
声 - 門脇舞以
DS版に登場した猫獣人の少女。ゲームオリジナルガンメン「メカヘッズ」を駆る。元々ラガンを狙い、人間と偽ってリットナー村にスパイにやってきた。お調子者な性格だが憎めない少女。DS版の付属DVDの5.5話にも登場。汚れたグレンをピッカピカにしてやるとカミナを騙して、ジギタリスがグレンを盗めるように仕向けた。当初はヨーコには疑われていたが、カミナは正体に薄々気づきながらも「獣人にしては自分で考える事が出来る奴」として彼女を本能的に信頼していた。大グレン団と接するうちに、人間と獣人が争いあう理由が分からなくなる。ゲーム展開次第では大グレン団に正体を明かした後、見送られて去っていくか、あるいは大グレン団と行動を共にして手を貸す場合もある。
ジギタリス
声 - 宮下栄治
DS版に登場した戦闘隊長の獣人。ティトリーの上司だが彼女からはオッサンと呼ばれる。単純ながら豪気な性格。兎の外見をしたゲームオリジナルガンメン「ザウレッグ」を操る。5.5話ではティトリーの作戦によりグレンを強奪するも、カミナにザウレッグを盗まれ、シモンのラガンと合体した「ウサピョンラガン」によってグレンを取り返されてしまう。カミナに駆けっこ勝負を挑んで敗北した事で、自ら捕まる事を望むも、グレン団がダイガンザンに遭遇する直前、ティトリーの導きによって脱出する。カミナとシモンに戦闘を仕掛ける一方で、カミナの事を一人の戦士として認めており、ティトリーがグレン団に惹かれている理由も認めていた。ダイガンザン攻略後、カミナの死を引きずるシモンが乗るグレンラガンに挑むが敗北。そこに現れたケーブに特攻命令を出されるが反旗を翻す。ティトリーのメカヘッズを分離させた後、単機でケーブのエンキァルに特攻を仕掛けて散る。人間と獣人が分かりあえる可能性を示した男。
ケーブ・ニルガ
声 - 諏訪部順一
DS版に登場した獣人軍の指揮官。エンキを黒と赤にカラーチェンジした「エンキァル」を駆る。人間でありつつも四天王に次ぐ実権を持つ螺旋王第一皇子にしてニアの兄とされてきたが、実際は螺旋王の気まぐれでそういう記憶を与えられた獣人、創られたニアの兄でしかなかった。残虐な性格で戦艦ガンメン「ダイガンクウ」でダイグレンを追いかけるが、グレンラガンによって彼の部隊は壊滅状態にされる。テッペリンへ逃げ戻った際、螺旋王に自分がただの獣人でしかないと知らされて発狂。エンキァルでグレンラガンに一騎討ちを挑むが返り討ちに遭い戦死した。

### グレパラに登場するキャラクター

#### 雨宮哲の作品に登場するキャラクター
雨宮哲の「合体なんてクソくらえ！！（合体挿入曲第一番 ハ短調アレグロ K2564）」の登場キャラクター。
サケビ
赤毛の少年。ラガンに乗ってヒビキの白いグレンと合体してグレンラガンMk-IIとなる。パイロットとしてだけではなく、生身での喧嘩も強い。
ヒビキ
白いグレンに乗る眼鏡の人物。サケビの仲間。
サケビの仲間達
グレンラガンMk-IIと合体する戦闘機(グレンウィング)に乗った金髪の少女。白いキングキタンや白いダヤッカイザーに乗った少年達などもグレンラガンMk-IIを援護した。
仮面の人物
ダイガンタイプの戦艦に乗った謎の人物。グレンラガンMk-IIに撃破される直前、少女の顔を曝した。
少年
物語の冒頭と締めに登場する普通の少年。

## 地上動物
ロージェノムが遺伝子操作を行いデザインしたとも、宇宙から飛来した生物の末裔であるとも言われている動物たち。デザインは劇団イヌカレーが担当した。
そのほとんどが湿地帯に暮らしている。
ヌメリブドウカバ
鼻の穴が大きく、足元が埋まるほどの涎を垂らす呆けた顔のカバ。下手に近づくと噛みつかれて飲み込まれてしまう。
背中にはマスカットを思わせる巨大な果実が実っていて、食用になる。普段は大人しいが、怒ると果実の中身が強酸性の液体に変わり、飛ばして攻撃してくる。松茸を刺すことで鎮静化させることが可能。
印象的なシーンで映ることが多く、地上動物の代表的な存在。
トビタヌキ
一頭身のタヌキの手を翼にしたような生物。尻尾のように長い金玉袋を掴み羽ばたくことで飛行する。肉食で、100匹単位で死体やチビウシクビを狙うハゲタカ的な存在。
カミナとヴィラルの因縁を結びつけた、印象的な地上動物の一匹。
矢で胸を射られても生きている生命力を持ち、尻尾を握られると暴れだす。
シロスナワニウサギ
ウサギワニとも表記されている、ワニのシルエットにウサギの特徴を合わせたような生物。その昔、亀を踏んで海を渡った兎か呪われた姿だと言われている。非常に狂暴。
トップクラスの大きさを誇る生物らしく、直立すれば背の高い茂みから上半身が見えるほどの巨体を持つ。
狩りの際はウサギのような跳躍移動を行ってオイコミサギを追い詰めることが設定画からわかっている。
ナキバシリ
豊かな毛のシーズーを思わせる地上動物で、キタンら『黒の兄妹』が初登場時乗り回していた。目は毛に隠れて見えないが、常に涙粒をこぼしている。これは泣いている訳ではなく、潤滑油を流して走りやすくしている。
先に赤いボールのような「ケンギダマ」が着いた尻尾を手綱代わりに掴み、レバーのように操ることができる。後ろ向きに走るのが特徴で、故に騎乗者は尻尾側を正面にして乗ることになる。
オイコミサギ
ガストルニスを思わせる細身のカラスのような生物で、時速60キロの自動車並の速度で走る。目や耳が退化している代わりに蛇を思わせる舌で「オレオレ」と鳴いてその反響を利用して追いかける。これがサギの由来。
頭部にはトイプードルの耳のように垂れ下がった翼があり、これでサカナダカナンダカを囲い追いかける。
サカナダカナンダカ
ビッグドンブリを思わせるカラーリングが特徴の人面魚。別種に「ヤセホソリサカナダカナンダカ」がいる。解雇された親父の怨念が宿り常に苦悶の表情を浮かべるとされていて、尾ヒレは人の手のようになっている。水面を跳ねて移動する。
チビウシノクビ
水飲み鳥のように、一頭身の牛の前面と足を一本の骨にくっ付けたようなモルモット大の地上生物。脚と首の断面からは肉が見えている。
頭の皮を剥いて生で食べる、焼いて食べるのがよいとされる。その逃げ足はトップクラス。
ハシブトガラス、ハシボソガラス
声 - 井上麻里奈
ハシブトガラス（嘴太烏、嘴太鴉､学名：Corvus macrorhynchos）は、スズメ目カラス科カラス属に分類される鳥類の一種。近くで見ると可愛い。全長約56cm、翼開長約100cm、体重550-750gほどで、全身が光沢のある黒色をしており、雌雄同色。ハシボソガラスに似るがやや大きく、嘴が太く上嘴が曲がっているところと、額（嘴の上）が出っ張っているところで判別できる。また、「カー、カー」という澄んだ声で鳴き、また、鳴く際は、体を水平にし、鳴き声に合わせて尾を上下に振る(ペア相手と居場所を確認し合うときのみ、翼を上に上げ、パタパタ振りながら鳴く)。
一方でハシボソガラスは、（嘴細烏、学名:Corvus corone）は、鳥綱スズメ目カラス科カラス属に分類される鳥。全長50cmほどで、全身が光沢のある黒色をしており、雌雄同色。外から見える羽は黒いが、皮膚に近いところの短い羽毛はダウンジャケットのように白く柔らかな羽毛で、寒さに非常に強く冬も平気で水浴びをする。ハシブトガラスに似るがやや小さく、嘴が細く上嘴があまり曲がっていないところと、額（嘴の上）が出っ張っていないところ、鳴き声が「ガーガー」と少し濁っていることや、鳴く際にはハシブトガラスは体を振るわせず、頭を前に突き出し、のどを膨らませるのに対し、こちらは下腹や背の羽毛を逆立て、頭部を突き出して鳴き声に合わせてお辞儀のように頭を上下に動かすことなどで判別できる。